# Упит
Упит је захтјев који се упућује бази података, и чији одговор представља одређене податке у одређеном облику.
Упити могу да буду јако прости (на примјер подскуп података из једне табеле) али и јако сложени, чији одговор може да обухвата податке из више табела спојених по одређеном критеријуму. Упити играју једну од главних улога у банкарству, финансијама, статистици, апликацијама итд.

## 
SQL, будући водећим језиком база података, је и најчешћи језик упита. У овом језику основна команда упита је , чија синтакса одређује структуру упита.

## Мајкрософт ексес
У Мајкрософт ексесу, упити се складиште као трајни објекти, и могу бити позвани по имену.